# Grand Reims
Le Grand Reims est une communauté urbaine française située dans le département de la Marne et la région Grand Est.
Créé le 1er janvier 2017 par la fusion de neuf structures intercommunales, le Grand Reims est, avec ses près de 300 000 habitants, la deuxième intercommunalité du Grand Est après l'Eurométropole de Strasbourg et la deuxième de France par le nombre de communes membres[réf. nécessaire], après la Communauté d'agglomération du Pays Basque.

## Historique
Dans le cadre des dispositions de la loi portant nouvelle organisation territoriale de la République du 7 août 2015, le schéma départemental de coopération intercommunale du 30 mars 2016  prévoit le regroupement de 144 communes dans une nouvelle communauté urbaine, qui compterait alors  298 046 habitants, faisant de cette intercommunalité la deuxième de la nouvelle région Grand Est, derrière celle de Strasbourg. Elle serait constituée par fusion-extension englobant les EPCI suivants :
- Communauté d'agglomération de Reims (CAR, 16 communes)
- Communauté de communes de la Vallée de la Suippe (7 communes)
- Communauté de communes des Rives de la Suippe (12 communes)
- Communauté de communes de Beine-Bourgogne (9 communes)
- Communauté de communes du Nord Champenois (12 communes)
- Communauté de communes Fismes Ardre et Vesle (20 communes)
- Communauté de communes Champagne Vesle (33 communes)
- Communauté de communes Vesle et Coteaux de la Montagne de Reims (17 communes)

plus 18 des communes de la communauté de communes Ardre et Châtillonnais (essentiellement issues de l'ancienne communauté de communes Ardre et Tardenois) :
- Anthenay
- Aougny
- Bligny
- Brouillet
- Chambrecy
- Chaumuzy
- Cuisles
- Jonquery
- Lagery
- Lhéry
- Marfaux
- Olizy
- Poilly
- Pourcy
- Romigny
- Sarcy
- Tramery
- Ville-en-Tardenois

La communauté urbaine est ainsi créée après avis des conseils municipaux et communautaires concernés par un arrêté préfectoral du 15 septembre 2016 qui a pris effet le 1er janvier 2017,.
Le nombre de communes regroupées n'est que 143, avec la création de la commune nouvelle de Bourgogne-Fresne, qui regroupe le 1er janvier 2017, les anciennes communes de Bourgogne et Fresne-lès-Reims.
Le 1er janvier 2017, la communauté urbaine s'agrandit du territoire de l'ex-commune de Gernicourt, dans l'Aisne, transférée dans la Marne pour devenir une commune déléguée de la commune nouvelle de Cormicy.

## Territoire communautaire

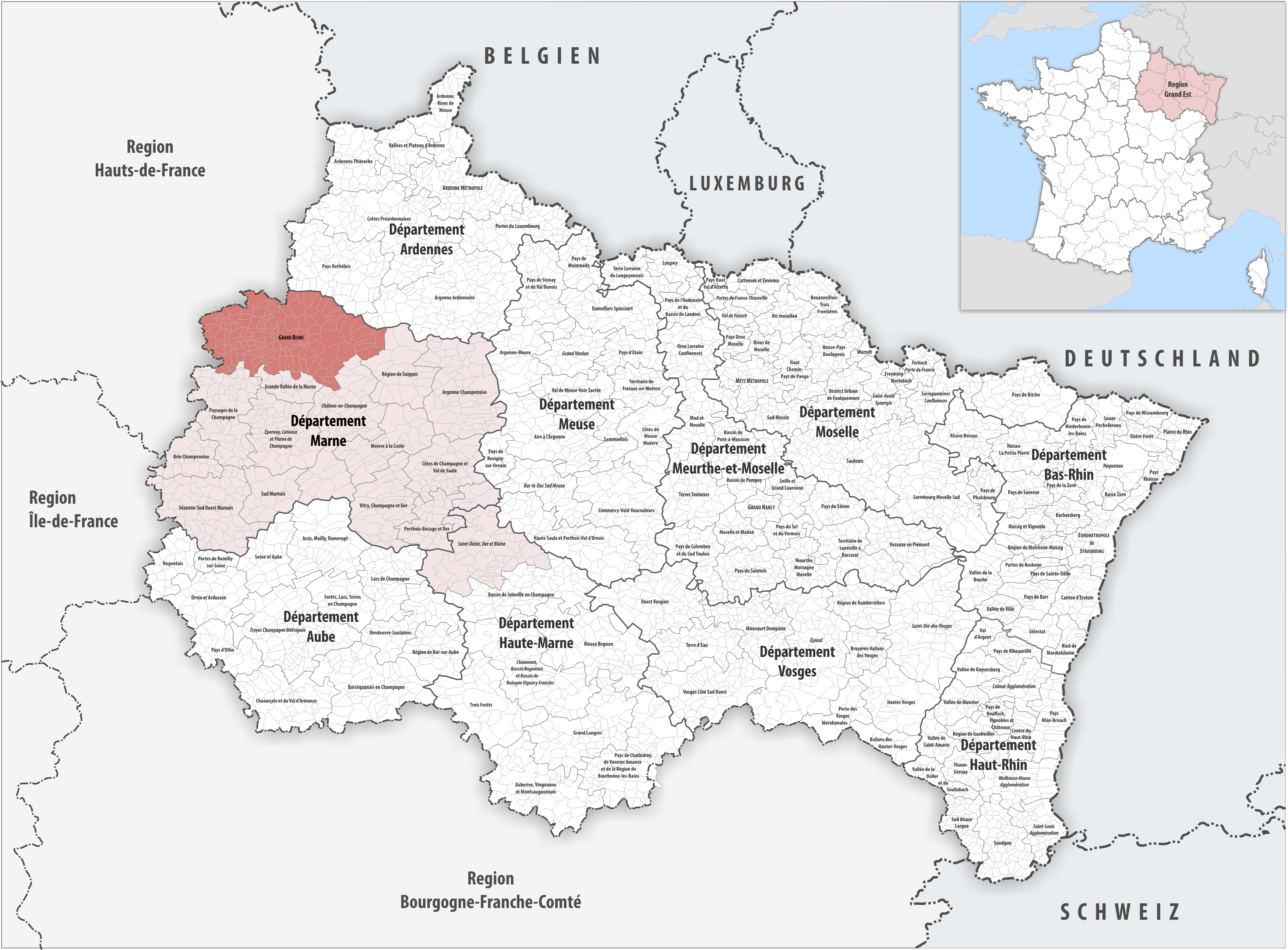
Le territoire du Grand Reims au sein de celui de la région Grand-Est.

### Composition
En 2025, la communauté urbaine est composée des 143 communes suivantes :

| Nom                          | Code Insee | Gentilé                              | Superficie (km2) | Population (dernière pop. légale) | Densité (hab./km2) |
| ---------------------------- | ---------- | ------------------------------------ | ---------------- | --------------------------------- | ------------------ |
| Reims (siège)                | 51454      | Rémois                               | 46,9             | 178 478 (2022)                    | 3 806              |
| Anthenay                     | 51012      |                                      | 6,64             | 71 (2022)                         | 11                 |
| Aougny                       | 51013      | Augustiniens                         | 7,47             | 101 (2022)                        | 14                 |
| Arcis-le-Ponsart             | 51014      |                                      | 15,43            | 287 (2022)                        | 19                 |
| Aubérive                     | 51019      | Aubérivois                           | 27,5             | 247 (2022)                        | 9                  |
| Aubilly                      | 51020      | Albillyciens                         | 3,16             | 51 (2022)                         | 16                 |
| Auménancourt                 | 51025      | Baguenats, Pinaguets ou Pongivartois | 12,82            | 1 118 (2022)                      | 87                 |
| Baslieux-lès-Fismes          | 51037      | Baillotins                           | 5,62             | 342 (2022)                        | 61                 |
| Bazancourt                   | 51043      | Bazancourtois                        | 11,64            | 2 441 (2022)                      | 210                |
| Beaumont-sur-Vesle           | 51044      | Belmontois                           | 5,69             | 770 (2022)                        | 135                |
| Beine-Nauroy                 | 51046      | Benais                               | 42,68            | 987 (2022)                        | 23                 |
| Berméricourt                 | 51051      | Berméricourtois                      | 8,01             | 263 (2022)                        | 33                 |
| Berru                        | 51052      | Berruyats                            | 13,65            | 618 (2022)                        | 45                 |
| Bétheniville                 | 51054      | Bethenivillois                       | 17,74            | 1 270 (2022)                      | 72                 |
| Bétheny                      | 51055      | Betheniats                           | 19,9             | 7 030 (2022)                      | 353                |
| Bezannes                     | 51058      | Bezannais                            | 8,01             | 4 456 (2022)                      | 556                |
| Billy-le-Grand               | 51061      | Billotins                            | 7,26             | 139 (2022)                        | 19                 |
| Bligny                       | 51069      |                                      | 2,59             | 115 (2022)                        | 44                 |
| Bouilly                      | 51072      | Beullisiens                          | 5,64             | 229 (2022)                        | 41                 |
| Bouleuse                     | 51073      | Bouleusiens                          | 4,11             | 226 (2022)                        | 55                 |
| Boult-sur-Suippe             | 51074      | Bouquins                             | 19,75            | 1 793 (2022)                      | 91                 |
| Bourgogne-Fresne             | 51075      |                                      | 26,84            | 1 454 (2022)                      | 54                 |
| Bouvancourt                  | 51077      | Bouvancourtois                       | 12,91            | 175 (2022)                        | 14                 |
| Branscourt                   | 51081      | Branscourtois                        | 3,72             | 315 (2022)                        | 85                 |
| Breuil-sur-Vesle             | 51086      | Breuillois                           | 6,46             | 326 (2022)                        | 50                 |
| Brimont                      | 51088      | Brimontois                           | 12,61            | 453 (2022)                        | 36                 |
| Brouillet                    | 51089      | Brouilletois                         | 4,58             | 60 (2022)                         | 13                 |
| Caurel                       | 51101      | Caurellois                           | 9,79             | 696 (2022)                        | 71                 |
| Cauroy-lès-Hermonville       | 51102      | Colridien                            | 10,27            | 504 (2022)                        | 49                 |
| Cernay-lès-Reims             | 51105      | Sarnaciens                           | 16,49            | 1 566 (2022)                      | 95                 |
| Châlons-sur-Vesle            | 51109      | Châlonnais                           | 4,45             | 202 (2022)                        | 45                 |
| Chambrecy                    | 51111      |                                      | 6,12             | 147 (2022)                        | 24                 |
| Chamery                      | 51112      | Chamayots                            | 5,27             | 455 (2022)                        | 86                 |
| Champfleury                  | 51115      | Campofleuridiens                     | 4,02             | 603 (2022)                        | 150                |
| Champigny                    | 51118      | Campinois                            | 4,49             | 1 616 (2022)                      | 360                |
| Chaumuzy                     | 51140      | Chaumuziens                          | 19,94            | 348 (2022)                        | 17                 |
| Chenay                       | 51145      | Chenaisiens                          | 3,89             | 223 (2022)                        | 57                 |
| Chigny-les-Roses             | 51152      | Chignotins                           | 4,38             | 525 (2022)                        | 120                |
| Cormicy                      | 51171      | Cormiciens                           | 31,74            | 1 504 (2022)                      | 47                 |
| Cormontreuil                 | 51172      | Cormontreuillois                     | 4,62             | 6 454 (2022)                      | 1 397              |
| Coulommes-la-Montagne        | 51177      | Coulommois                           | 2,7              | 207 (2022)                        | 77                 |
| Courcelles-Sapicourt         | 51181      | Courcellois-Sapicaviens              | 3,86             | 395 (2022)                        | 102                |
| Courcy                       | 51183      | Courcéens                            | 15,5             | 1 262 (2022)                      | 81                 |
| Courlandon                   | 51187      | Courlandonnais                       | 3,4              | 302 (2022)                        | 89                 |
| Courmas                      | 51188      | Courmassiens                         | 2,87             | 225 (2022)                        | 78                 |
| Courtagnon                   | 51190      |                                      | 3,95             | 74 (2022)                         | 19                 |
| Courville                    | 51194      | Courvillois                          | 11,94            | 454 (2022)                        | 38                 |
| Crugny                       | 51198      | Crugnatiens                          | 12,46            | 675 (2022)                        | 54                 |
| Cuisles                      | 51201      |                                      | 2,77             | 127 (2022)                        | 46                 |
| Dontrien                     | 51216      |                                      | 12,66            | 259 (2022)                        | 20                 |
| Écueil                       | 51225      |                                      | 7,03             | 349 (2022)                        | 50                 |
| Époye                        | 51232      | Époyens                              | 15,35            | 417 (2022)                        | 27                 |
| Faverolles-et-Coëmy          | 51245      | Faverollais                          | 5,48             | 597 (2022)                        | 109                |
| Fismes                       | 51250      | Fismois                              | 16,75            | 5 884 (2022)                      | 351                |
| Germigny                     | 51267      | Germinois                            | 2,39             | 184 (2022)                        | 77                 |
| Gueux                        | 51282      | Gueuxiens                            | 8,86             | 1 901 (2022)                      | 215                |
| Hermonville                  | 51291      | Hérémondois                          | 13,3             | 1 409 (2022)                      | 106                |
| Heutrégiville                | 51293      | Huldériquois                         | 11,62            | 504 (2022)                        | 43                 |
| Hourges                      | 51294      | Hourgeois                            | 4,34             | 84 (2022)                         | 19                 |
| Isles-sur-Suippe             | 51299      | Islois                               | 12,39            | 979 (2022)                        | 79                 |
| Janvry                       | 51305      | Janvryssois                          | 1,94             | 146 (2022)                        | 75                 |
| Jonchery-sur-Vesle           | 51308      | Joncaviduliens                       | 3,2              | 1 815 (2022)                      | 567                |
| Jonquery                     | 51309      |                                      | 4,34             | 114 (2022)                        | 26                 |
| Jouy-lès-Reims               | 51310      | Jouissiens                           | 1,86             | 208 (2022)                        | 112                |
| Lagery                       | 51314      | Lagerois                             | 9,34             | 234 (2022)                        | 25                 |
| Lavannes                     | 51318      | Lavannois                            | 17,77            | 573 (2022)                        | 32                 |
| Lhéry                        | 51321      |                                      | 6,08             | 89 (2022)                         | 15                 |
| Loivre                       | 51329      |                                      | 10,24            | 1 438 (2022)                      | 140                |
| Ludes                        | 51333      | Ludéens                              | 12,22            | 691 (2022)                        | 57                 |
| Magneux                      | 51337      | Magneux                              | 3,19             | 266 (2022)                        | 83                 |
| Mailly-Champagne             | 51338      | Maillotins                           | 10,06            | 622 (2022)                        | 62                 |
| Marfaux                      | 51348      | Marfautiots                          | 6,75             | 111 (2022)                        | 16                 |
| Merfy                        | 51362      | Merfiens                             | 6,69             | 603 (2022)                        | 90                 |
| Méry-Prémecy                 | 51364      |                                      | 5,11             | 67 (2022)                         | 13                 |
| Les Mesneux                  | 51365      | Mesneusiens                          | 4,26             | 963 (2022)                        | 226                |
| Montbré                      | 51375      | Montbrésiens                         | 3,08             | 380 (2022)                        | 123                |
| Montigny-sur-Vesle           | 51379      | Ignymontois                          | 9,46             | 537 (2022)                        | 57                 |
| Mont-sur-Courville           | 51382      | Montois                              | 5,94             | 117 (2022)                        | 20                 |
| Muizon                       | 51391      | Muizonnais                           | 7,15             | 2 072 (2022)                      | 290                |
| Nogent-l'Abbesse             | 51403      | Nogentais                            | 10,16            | 540 (2022)                        | 53                 |
| Olizy                        | 51414      | Oliziens                             | 4,57             | 142 (2022)                        | 31                 |
| Ormes                        | 51418      | Ormois                               | 6,31             | 537 (2022)                        | 85                 |
| Pargny-lès-Reims             | 51422      |                                      | 3,62             | 496 (2022)                        | 137                |
| Les Petites-Loges            | 51428      | Logiots                              | 4,87             | 483 (2022)                        | 99                 |
| Pévy                         | 51429      |                                      | 7,4              | 226 (2022)                        | 31                 |
| Poilly                       | 51437      | Poillotins                           | 4,45             | 95 (2022)                         | 21                 |
| Pomacle                      | 51439      | Pomacains                            | 11,19            | 530 (2022)                        | 47                 |
| Pontfaverger-Moronvilliers   | 51440      | Pontfabriciens                       | 31,52            | 1 738 (2022)                      | 55                 |
| Pouillon                     | 51444      | Pouillonnais                         | 2,78             | 521 (2022)                        | 187                |
| Pourcy                       | 51445      | Pourciens                            | 8,35             | 192 (2022)                        | 23                 |
| Prosnes                      | 51447      | Prosnois                             | 32,79            | 485 (2022)                        | 15                 |
| Prouilly                     | 51448      | Prouillousiens                       | 10,19            | 549 (2022)                        | 54                 |
| Prunay                       | 51449      | Prunaysiens                          | 18,41            | 1 032 (2022)                      | 56                 |
| Puisieulx                    | 51450      | Puisieutins                          | 9,07             | 452 (2022)                        | 50                 |
| Rilly-la-Montagne            | 51461      | Rillois                              | 8,87             | 1 009 (2022)                      | 114                |
| Romain                       | 51464      |                                      | 8,46             | 325 (2022)                        | 38                 |
| Romigny                      | 51466      | Rominaciens                          | 11,35            | 210 (2022)                        | 19                 |
| Rosnay                       | 51468      | Rosnaysiens                          | 5,54             | 403 (2022)                        | 73                 |
| Sacy                         | 51471      | Sacyats                              | 5,56             | 370 (2022)                        | 67                 |
| Saint-Brice-Courcelles       | 51474      | Bricocorcelliens                     | 4,16             | 3 546 (2022)                      | 852                |
| Saint-Étienne-sur-Suippe     | 51477      | Stéphanois                           | 7,74             | 349 (2022)                        | 45                 |
| Saint-Euphraise-et-Clairizet | 51479      |                                      | 4,91             | 245 (2022)                        | 50                 |
| Saint-Gilles                 | 51484      | Saint-Gillois                        | 6,37             | 274 (2022)                        | 43                 |
| Saint-Hilaire-le-Petit       | 51487      |                                      | 22,76            | 353 (2022)                        | 16                 |
| Saint-Léonard                | 51493      |                                      | 3,04             | 100 (2022)                        | 33                 |
| Saint-Martin-l'Heureux       | 51503      | Saint-Martinots                      | 13,66            | 91 (2022)                         | 6,7                |
| Saint-Masmes                 | 51505      | Saint-Masmais                        | 6,58             | 527 (2022)                        | 80                 |
| Saint-Souplet-sur-Py         | 51517      |                                      | 21,2             | 129 (2022)                        | 6,1                |
| Saint-Thierry                | 51518      | Théodoriciens                        | 7,59             | 603 (2022)                        | 79                 |
| Sarcy                        | 51523      | Sarcéens                             | 6,9              | 268 (2022)                        | 39                 |
| Savigny-sur-Ardres           | 51527      | Saviniens                            | 8,95             | 255 (2022)                        | 28                 |
| Selles                       | 51529      | Sellois                              | 11,34            | 446 (2022)                        | 39                 |
| Sept-Saulx                   | 51530      | Septemsaliciens                      | 18,3             | 689 (2022)                        | 38                 |
| Sermiers                     | 51532      | Sermates                             | 18,23            | 565 (2022)                        | 31                 |
| Serzy-et-Prin                | 51534      |                                      | 7,36             | 212 (2022)                        | 29                 |
| Sillery                      | 51536      | Sillerotins                          | 9,2              | 1 830 (2022)                      | 199                |
| Taissy                       | 51562      | Taissotins                           | 11,53            | 2 202 (2022)                      | 191                |
| Thil                         | 51568      | Thilois                              | 2,11             | 318 (2022)                        | 151                |
| Thillois                     | 51569      | Thilloisiens                         | 6,35             | 519 (2022)                        | 82                 |
| Tinqueux                     | 51573      | Aquatintiens                         | 4,15             | 10 662 (2022)                     | 2 569              |
| Tramery                      | 51577      |                                      | 3,56             | 151 (2022)                        | 42                 |
| Trépail                      | 51580      | Trépaillots                          | 8,37             | 434 (2022)                        | 52                 |
| Treslon                      | 51581      | Treslonnais                          | 3,97             | 262 (2022)                        | 66                 |
| Trigny                       | 51582      | Trignassiens                         | 12,21            | 613 (2022)                        | 50                 |
| Trois-Puits                  | 51584      |                                      | 2,14             | 159 (2022)                        | 74                 |
| Unchair                      | 51586      | Unchairois                           | 3,73             | 188 (2022)                        | 50                 |
| Val-de-Vesle                 | 51571      |                                      | 37,15            | 992 (2022)                        | 27                 |
| Vandeuil                     | 51591      | Vandoliens                           | 5,35             | 176 (2022)                        | 33                 |
| Vaudemange                   | 51599      | Vaudemangeois                        | 13,12            | 340 (2022)                        | 26                 |
| Vaudesincourt                | 51600      |                                      | 12,64            | 106 (2022)                        | 8,4                |
| Ventelay                     | 51604      |                                      | 14,74            | 254 (2022)                        | 17                 |
| Verzenay                     | 51613      | Bouquins                             | 10,62            | 999 (2022)                        | 94                 |
| Verzy                        | 51614      | Verzyats                             | 13,37            | 958 (2022)                        | 72                 |
| Ville-Dommange               | 51622      | Villedommangeois                     | 3,4              | 405 (2022)                        | 119                |
| Ville-en-Selve               | 51623      | Gimbres                              | 8,84             | 296 (2022)                        | 33                 |
| Ville-en-Tardenois           | 51624      | Tardenevilliens                      | 11,2             | 648 (2022)                        | 58                 |
| Villers-Allerand             | 51629      | Allerandais                          | 12,3             | 934 (2022)                        | 76                 |
| Villers-aux-Nœuds            | 51631      | Villersnaudai                        | 6,44             | 323 (2022)                        | 50                 |
| Villers-Franqueux            | 51633      |                                      | 3,29             | 299 (2022)                        | 91                 |
| Villers-Marmery              | 51636      | Villeriots                           | 10,73            | 558 (2022)                        | 52                 |
| Vrigny                       | 51657      | Vrignolais                           | 4,46             | 240 (2022)                        | 54                 |
| Warmeriville                 | 51660      | Warmerivillois                       | 23,25            | 2 689 (2022)                      | 116                |
| Witry-lès-Reims              | 51662      | Witryats                             | 16,49            | 4 958 (2022)                      | 301                |

### Démographie
| 1968    | 1975    | 1982    | 1990    | 1999    | 2009    | 2014    | 2021    |
| ------- | ------- | ------- | ------- | ------- | ------- | ------- | ------- |
| 220 280 | 252 806 | 264 704 | 278 439 | 288 789 | 288 430 | 293 000 | 297 068 |

#### Impact énergétique et climatique

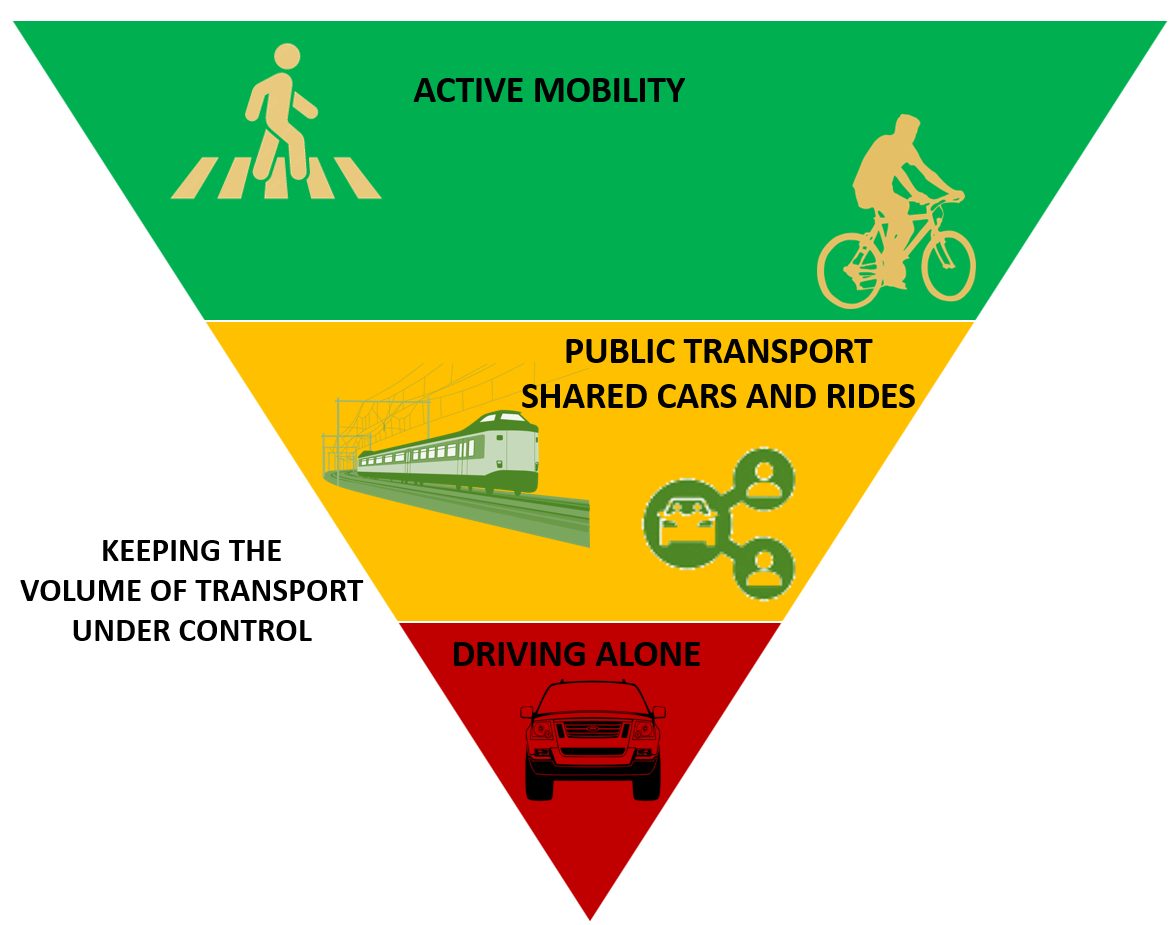
Pyramide de la mobilité, proposée par le projet européen Share North.

Énergie et effet de serre étant intimement liés, ATMO Grand Est tient à jour les statistiques énergétiques et climatiques du Grand Reims pour l'année 2020 et pour tous les secteurs, y compris les transports.
| -                              | Transports routiers | Autres transports |
| ------------------------------ | ------------------- | ----------------- |
| Carburant (GWh)                | 1 997               | 9                 |
| Électricité (GWh)              | 2                   | 42                |
| Gaz à effet de serre (ktéqCO2) | 499                 | 4                 |

### Énergie et climat
Dans le cadre du schéma régional d'aménagement, de développement durable et d'égalité des territoires (SRADDET) du Grand Est, ATMO Grand Est tient à jour les statistiques énergétiques  des établissements publics de coopération intercommunale de la région sous forme de diagramme de flux.
L'énergie finale annuelle, consommée en 2020, est exprimée en gigawatts-heures,.
| -                          | GWh   |
| -------------------------- | ----- |
| Électricité                | 1 944 |
| Carburants ou combustibles | 6 244 |
| Chaleur primaire           | 307   |

L'énergie produite en 2020 est également exprimée en gigawatts-heures.
| -                          | GWh   |
| -------------------------- | ----- |
| Électricité                | 120   |
| Carburants ou combustibles | 1 823 |
| Chaleur primaire           | 236   |

Les gaz à effet de serre sont exprimés en kilotonnes équivalent CO2.
| -                     | ktéqCO2 |
| --------------------- | ------- |
| Liées à l'énergie     | 1 482   |
| Non liées à l'énergie | 310     |

## Organisation

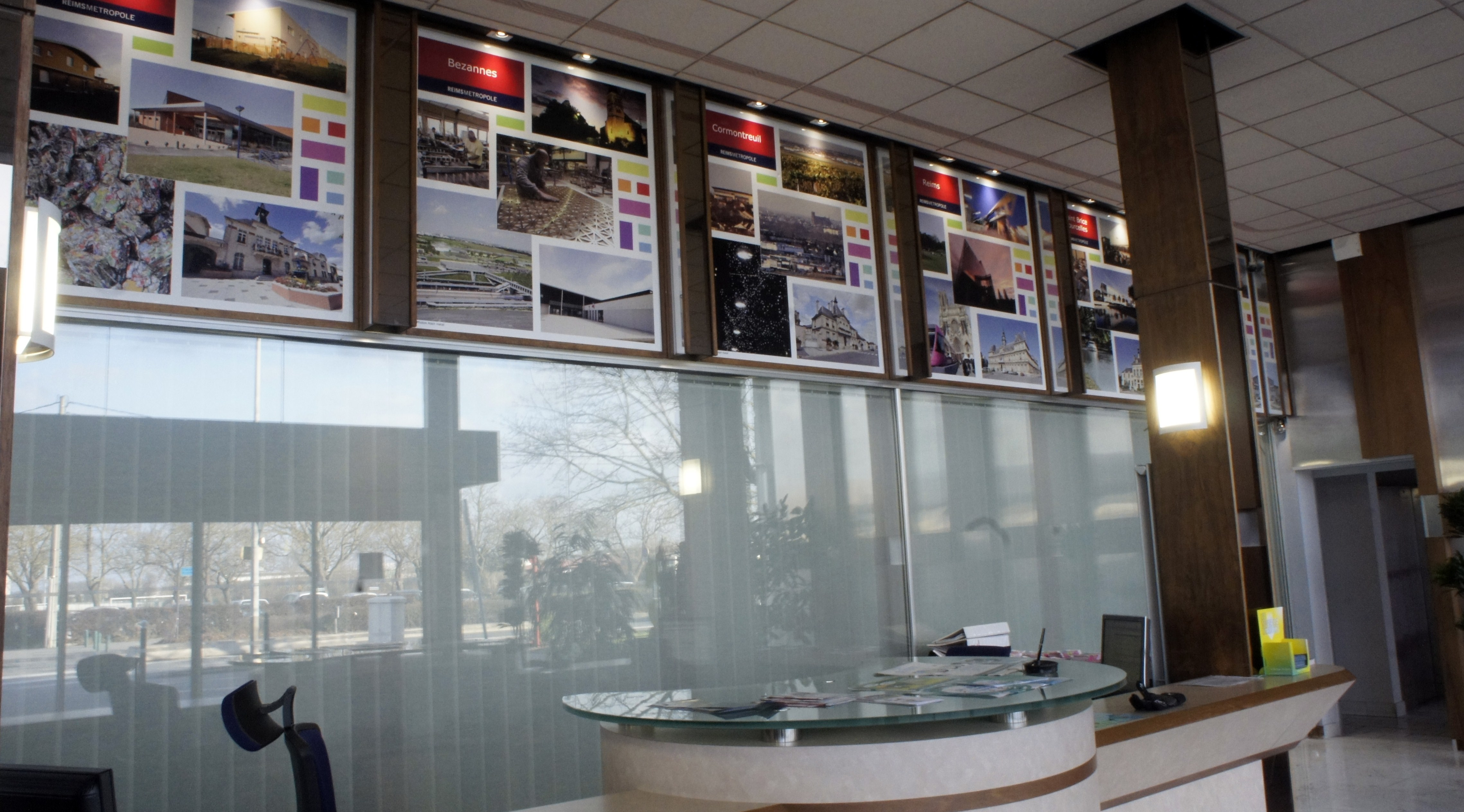
Une vue du hall d'accueil de Reims métropole boulevard du docteur Charles-Arnould avec un rappel des différentes communes.

### Siège
Le siège de la communauté urbaine est à Reims, 3 rue Eugène-Desteuque.

### Élus
La communauté urbaine est administrée par son conseil communautaire, composé pour la mandature 2020-2026 de 208 conseillers communautaires, représentant chacune des 143 commune membres et répartis proportionnellement à leur population de la manière suivante, : 

-  59 délégués pour Reims ; 

-  3 délégués pour Tinqueux ; 

-  2 délégués pour Bétheny, Cormontreuil, Fismes, Saint-Brice-Courcelles et  Witry-lès-Reims ; 

- 1 délégué ou son suppléant pour les 136 autres communes.

Au terme des élections municipales de 2020 dans la Marne, le conseil communautaire renouvelé du 10 juillet 2020 a réélu sa présidente, Catherine Vautrin, maire-adjointe de Reims. 
À la suite de sa nomination comme ministre, celle-ci démissionne et le conseil communautaire élit le 29 janvier 2024 son successeur, Arnaud Robinet, maire de Reims ainsi que ses quatorze vice-présidents, qui sont : 
1. Alain Toullec, maire de Rilly-la-Montagne, délégué à l’aménagement du territoire, au suivi des pôles territoriaux et numérique ;
2. Katia Beaujard, maire d'Hermonville, déléguée aux affaires scolaires et à la petite enfance ;
3. Jean-Pierre Fortuné, maire de Tinqueux, délégué au projet de territoire et aux finances ;
4. Anne Devesronnières, maire de Pomacle, déléguée à l’environnement, à la transition énergétique et à la bioéconomie ;
5. Pierre Georgin, maire de Champigny, délégué à la relance économique et à l’emploi ;
6. Francis Blin, maire de Trigny, délégué à l’eau et à l’assainissement ;
7. Nathalie Miravette, maire-adjointe de Reims, déléguée à l’urbanisme et au foncier ;
8. Alain Wanschoor, maire-adjoint de Reims, délégué à l’habitat et au logement ;
9. Pascal Lorin, maire d'Aubérive, délégué à la collecte et au traitement des déchets ;
10. Patricia Durin, maire de Lhéry, déléguée à l’enseignement supérieur et à la recherche  ;
11. Patrick Bédek, maire de Cernay-lès-Reims, délégué aux transports et au Plan de déplacements urbains ;
12. François Mourra, maire de Vandeuil, délégué à la voirie et aux réseaux ;
13. Mario Rossi, conseiller municipal délégué de Reims, délégué à l’administration générale et à la commande publique ;
14. Guy Riffé, maire d'Isle-sur-Suippes, délégué aux sapeurs-pompiers volontaires.

### Liste des présidents
| Période      | Période                    | Identité          | Étiquette | Qualité |
| ------------ | -------------------------- | ----------------- | --------- | --- |
| janvier 2017 | janvier 2024               | Catherine Vautrin | HOR       | Directrice marketing Ministre (2004 → 2007) Députée de la Marne (2e circ. (2002 → 2004 et 2007 → 2017)) Maire-adjointe de Reims (2014 → 2024) Présidente de l'ex-communauté d'agglomération de Reims (2014 → 2016) Démissionnaire après sa nomination comme ministre |
| janvier 2024 | En cours (au 21 mars 2025) | Arnaud Robinet    | HOR       | Maître de conférences - praticien hospitalier Maire de Reims (2014 → ) Député de la Marne (1re circ.) (2008 →2017) Conseiller général de Reims-6 (2011 → 2014) |

### Compétences
Une communauté urbaine est une forme très intégrée d'intercommunalité française, qui exerce de très importantes compétences que lui ont été transférées par les communes membres, dans les conditions déterminées par le code général des collectivités territoriales. Il s'agit de :
- Développement et aménagement économique, social et  culturel de l'espace communautaire : zones d'activité, développement économique, équipements ou établissements culturels, socioculturels, socio-éducatifs, sportifs, lorsqu'ils sont d'intérêt communautaire, lycées et collèges, promotion du tourisme, programme de soutien et d'aides aux établissements d'enseignement supérieur et de recherche et aux programmes de recherche ;
- Aménagement de l'espace communautaire : schéma de cohérence territoriale et schéma de secteur, plan local d’urbanisme et documents d'urbanisme en tenant lieu, opérations d'aménagement d’intérêt communautaire, constitution de réservas foncières, organisation de ta mobilité, voirie, signalisation, parcs et aires de stationnement, plan de déplacements urbains ;
- Équilibre social de l'habitat : programme local de l'habitat (PLH), politique du logement, logement social, logement des personnes défavorisées, OPAH, habitat insalubre.
- Politique de la Ville ;
- Services d'intérêt collectif : 
  - Assainissement et eau ;
  - Crématoriums et cimetières ;
  - Abattoirs, abattoirs marchés et marchés d’intérêt national ;
  - Services d'incendie et de secours ;
  - Contribution é Je transition énergétique ;
  - Réseaux de chaleur et de froid urbain ;
  - Concession de la distribution électrique et du gaz ;
  - Infrastructures de charge des véhicules électriques ;
- Protection et mise en valeur de l’environnement, politique du cadre  de vie : collecte et traitement des ordures ménagères lutte contre les pollutions de l'air, les nuisances sonores, actions de maîtrise de la demande d'énergie, gestion des milieux aquatiques et prévention des inondations (GEMAPI) ;
- Aires d'accueil des gens du voyage et terrains familiaux locatifs ;
- Tourisme et aménagement :  aménagement numérique du territoire, équipements touristiques reconnus d'intérêt communautaires, aménagement et entretien de la Coulée verte ;
- Services d'intérêt collectif : défense extérieure contre l'incendie, éclairage public des monuments, jardins familiaux propriété du Grand Reims, archéologie préventive, soutien aux actions de préservation de la biodiversité ;
- Enseignement scolaire et périscolaire; aides aux collèges, activités extrascolaires, petite enfance et MARPA de Pargny-lès-Reims
- Associations et manifestations culturelles.

### Régime fiscal et budget
La communauté urbaine est un établissement public de coopération intercommunale à fiscalité propre.
Afin de financer l'exercice de ses compétences, l'intercommunalité perçoit, comme toutes les communautés urbaines, la fiscalité professionnelle unique (FPU) – qui a succédé à la taxe professionnelle unique (TPU) – et assure une péréquation de ressources entre les communes résidentielles et celles dotées de zones d'activité.
Elle perçoit également une taxe d'enlèvement des ordures ménagères (TEOM), et une redevance d'assainissement, qui financent le fonctionnement de ces services publics.
Elle verse une dotation de solidarité communautaire (DSC) à ses communes membres.
En 2024, elle perçoit de l'Etat une dotation globale de fonctionnement (DGF) de 33 451 768 €, soit 109,40 €/habitant.

### Publication
La communauté urbaine édite une publication mensuelle Reims métropole magazine.

## Projets et réalisations
Conformément aux dispositions légales, une communauté urbaine  a pour objet d'associer « au sein d'un espace de solidarité, en vue d'élaborer et conduire ensemble un projet commun de développement urbain et d'aménagement de leur territoire ».
On peut ainsi noter : 
- Usine d’incinération des ordures ménagères de Reims
- Plateforme de mâchefers - Reims Métropole
- Station d'épuration de Reims Métropole.

Le Grand Reims a adopté en juin 2021 son projet de territoire, qui a pour objet d'orienter et structurer ses actions.

### Transports urbains
La communauté urbaine  est autorité organisatrice de la mobilité.
Reims Métropole a passé  en 2023 une concession de service public de six ans  avec la société Transdev Grand Reims, qui a la responsabilité de proposer une offre globale de mobilité afin d'offrir  une solution de transport à moins d’un kilomètre de tous les habitants du Grand Reims, au moyen des réseaux urbain et périurbain, des services pour les personnes en situation de handicap, ainsi que le covoiturage et la location de vélos longue durée. Le Grand Reins a expérimenté le transport à la demande aux Rives de la Suippe, dans le Tardenois et au sein du pôle Fismes, Ardre et Vesle.